# Carayonella
Carayonella is een geslacht van wantsen uit de familie beeklopers (Veliidae). Het geslacht werd voor het eerst wetenschappelijk beschreven door Poisson in 1948.

## Soorten
Het genus bevat de volgende soort:

- Carayonella hutchinsoni Poisson, 1948